# Dražen Marović
Dražen Marović (* 14. Januar 1938 in Split) ist ein kroatischer Schachspieler, -journalist und Autor.

## Leben
Marović erhielt 1961 den nationalen Meistertitel, 1965 verlieh ihm die FIDE den Titel Internationaler Meister, 1975 den Großmeistertitel. Mit der jugoslawischen Mannschaft nahm er an den Mannschaftseuropameisterschaften 1961 in Oberhausen und 1965 in Hamburg teil und erreichte jeweils den zweiten Platz. Er wird bei der FIDE als inaktiv gelistet, da er seit 1990 keine elogewertete Partie mehr gespielt hat. Seine beste historische Elo-Zahl vor Einführung der Elo-Zahlen lag bei 2604 im Juni 1971.
Marović besitzt einen Universitätsabschluss in Literatur.

## Turniererfolge
- 1968 Málaga: 1. Platz
- 1971 Zagreb: 1. Platz
- 1972 Zagreb: 2. Platz
- 1978 Virovitica: 1. Platz
- 1982 Sainte-Maxime: 1. Platz